# Rita Lee

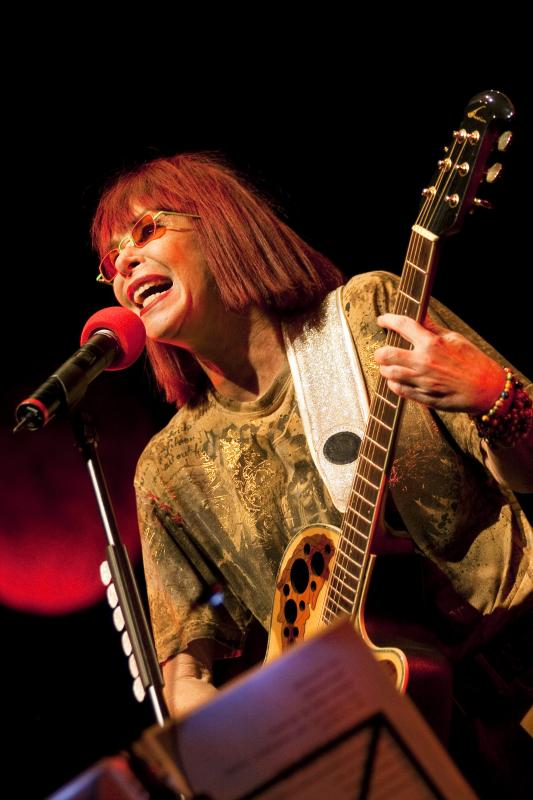
Rita Lee, 2010

Rita Lee Jones (* 31. Dezember 1947 in São Paulo; † 8. Mai 2023 ebenda) war eine brasilianische Sängerin, Komponistin und Instrumentalistin. Als Mitgründerin der Band Os Mutantes („Die Mutanten“) leistete sie in der Zeit der brasilianischen Diktatur einen wesentlichen Beitrag zur Musikkultur des Landes und der Entstehung der Tropicália-Bewegung.

## Karriere
In ihrer fast sechs Jahrzehnte dauernden Karriere nahm sie mehr als 20 Alben auf, spielte mit den brasilianischen Legenden Gilberto Gil und Caetano Veloso, eröffnete die Shows der Rolling Stones in Brasilien und gewann den Latin Grammy für das beste Rockalbum auf Portugiesisch.
Sie gab 1988 und 1992 zusammen mit Roberto Carvalho Konzerte am Montreux Jazz Festival. Wie an diesem Festival üblich, wurde die Musik aufgenommen und ist Teil des Nachlasses zum Montreux Jazz Festival. Dieser wurde 2013 als Weltdokumentenerbe der UNESCO registriert. Zudem wurde der Nachlass im Rahmen des Montreux Jazz Digital Project digitalisiert, systematisch katalogisiert und steht Forschern für ihre Arbeiten und für technische und künstlerische Weiterentwicklungen zur Verfügung.

## Diskografie

### Alben
- 1970: Build Up
- 1972: Hoje é o Primero Dia do Resto de Sua Vida
- 1974: Atrás do Porto Tem Uma Cidade
- 1975: Fruto Proibido
- 1976: Entradas e Bandeiras
- 1977: Refestança (mit Gilberto Gil)
- 1978: Babilônia
- 1979: Rita Lee
- 1980: Rita Lee
- 1981: Saúde
- 1982: Rita Lee e Roberto de Carvalho
- 1983: Bombom
- 1985: Rita e Roberto
- 1987: Flerte Fatal
- 1988: Zona Zen
- 1990: Rita Lee e Roberto de Carvalho
- 1991: Bossa ’n’ Roll
- 1993: Rita Lee
- 1994: Meus momentos (BR: Platin)
- 1995: A Marca da Zorra
- 1997: Santa Rita de Sampa
- 1998: Acústico MTV (MTV Unplugged, BR: Platin)
- 2000: 3001 (BR: Gold)
- 2001: Aqui, Ali, em Qualquer Lugar (BR: Gold, englischsprachig)
- 2001: Bossa ’n Beatles
- 2003: Balacobaco
- 2004: MTV ao Vivo (BR: Gold)

### Videoalben
- 1998: Acústico MTV (BR: Platin)
- 2004: MTV ao Vivo (BR: Gold)

## Auszeichnungen für Musikverkäufe
| Platin-Schallplatte - Argentinien - 2003: für das Album Bossa ’n Beatles |

Anmerkung: Auszeichnungen in Ländern aus den Charttabellen bzw. Chartboxen sind in ebendiesen zu finden.
| Land/RegionAuszeichnungen für Musikverkäufe (Land/Region, Auszeichnungen, Verkäufe, Quellen) | Gold     | Platin     | Verkäufe | Quellen                   |
| -------------------------------------------------------------------------------------------- | -------- | ---------- | -------- | ------------------------- |
| Argentinien (CAPIF)                                                                          | —        | Platin1    | 40.000   | capif.org.ar              |
| Brasilien (PMB)                                                                              | 4× Gold4 | 3× Platin3 | 825.000  | pro-musicabr.org.br       |
| Portugal (AFP)                                                                               | —        | Platin1    | 20.000   | artistas-espectaculos.com |
| Insgesamt                                                                                    | 4× Gold4 | 5× Platin5 |          |                           |